# جیمز گوردون
جیمز گوردون (به انگلیسی: James Gordon) سناتور سابق عضو حزب دموکرات ایالات متحده آمریکا بود. وی در سال ۱۹۰۹ تا ۱۹۱۰ میلادی سناتور ایالت میسیسیپی در سنای ایالات متحده آمریکا بود.